# Paweł Bochniewicz
Paweł Bochniewicz (Dębica, Polonia, 30 de enero de 1996) es un futbolista polaco que juega como defensa en el S. C. Heerenveen.

## Carrera
De nacionalidad polaca, jugó durante dos temporadas en el Reggina Calcio, equipo ubicado en la Serie B italiana donde recaló tras formarse en los equipos polacos Wisloka Debica y Stal Mielec.
En 2015, el Granada Club de Fútbol informó de que el jugador llegaba a la entidad en calidad de cedido por una temporada procedente de Udinese Primavera y militaría en las filas que dirige José Miguel Campos.

## Selección de Polonia
Fue internacional con la selección de fútbol de Polonia sub-17 y sub-18. El 7 de octubre de 2020 debutó con la absoluta en un amistoso ante Finlandia que ganaron por 5-1.

## Clubes
| Club                       | País         | Año       |
| -------------------------- | ------------ | --------- |
| Reggina Calcio             | Italia       | 2012-2014 |
| Udinese Calcio             | Italia       | 2014-2019 |
| Granada C. F. "B" (cedido) | España       | 2015-2017 |
| Górnik Zabrze              | Polonia      | 2019-2020 |
| S. C. Heerenveen           | Países Bajos | 2020-     |